# Monumentul de la Majadahonda

Monumentul de la Majadahonda, construit pe locul unde au căzut în luptă Ion Moța și Vasile Marin. Pe pilonul central este scris următorul text:
Homenaje a Ion Mota y Vasile Marin.
Caídos por Dios, España y Rumania
13. 1. 1937

Monumentul comemorativ de la Majadahonda este un mausoleu monumental înălțat în anul 1970 în orașul Majadahonda (din Spania franchistă), alături de o cruce de piatră ridicată în memoria celor doi voluntari români din Mișcarea Legionară, Ion Moța și Vasile Marin, care au murit pe frontul războiului civil spaniol (1936-1939) la data de 13 ianuarie 1937, în rândurile armatei franchiste.
Proiectul monumentului a fost schițat de Sergio Cifuentes, secretarul general al Asociației „Hispano Rumana Majadahonda” și finalizat de arhitectul Luciano Diez-Canedo. Lucrările efective de ridicare a monumentului au început la 1 iulie 1970. Silueta sa este alcătuită din două litere "M" stilizate, reprezentând inițialele celor doi luptători comemorați. 
Monumentul a fost inaugurat la data de 13 septembrie 1970 în prezența comandantului Mișcării Legionare, Horia Sima. Construcția monumentului a fost cofinanțată de guvernul fascist spaniol.
Se află localizat lângă Șoseaua Boadilla del Monte, în spatele cimitirului orașului. La data construcției, monumentul se afla în câmp deschis, dar în prezent el este înconjurat de pomi.

## Situația actuală
Monumentul este uneori mâzgălit cu graffiti antifasciste deoarece datează din perioada franchistă, și ca atare rămâne controversat, fiind polarizat în favoarea uneia dintre părțile participante la Războiul Civil. După Valter Roman aproximativ 1200 de cetățeni români au luptat în războiul civil spaniol, câteva zeci de partea franchiștilor, fiind în majoritate legionari, și restul de partea republicanilor, în rândurile „Brigăzii internaționale Ana Pauker”, fiind în majoritate comuniști, socialiști, sindicaliști sau evrei. În 2010, în cursul unui interviu, Maria Ligor, ambasadoarea României în Spania, întrebată dacă România se preocupă de întreținerea monumentului de la Majadahonda, a răspuns că Monumentul de la Majadahonda este legat de o perioadă din istoria Spaniei care trezește și în prezent multe controverse. Legislația în vigoare în Spania reglementează foarte strict modul de comemorare în spațiul public al celor care au aparținut uneia sau alteia din taberele participante la Războiul Civil Spaniol.
În România, singurul loc în care cei doi au fost comemorați este Mănăstirea Petru Vodă, al cărui stareț a fost legionarul Iustin Pârvu, decedat la  16 iunie 2013 .
La solicitarea reprezentanților Partidului Socialist Muncitoresc Spaniol, Somos Majadahonda (Suntem Majadahonda) și Izquierda Unida (Stânga Unită), care fac parte din Consiliul Local al primăriei Majadahonda, în baza celebrei Legi a Memoriei istorice (Ley de la Memoria Historica) din anul 2007 care a dus la demolarea tuturor monumentelor și simbolurilor care aminteau de generalul Francisco Franco, în anul 2015 Consiliul Local a aprobat prin vot demolarea monumentului ridicat în memoria legionarilor Ionel Moța și Vasile Marin.